# 신의 물방울
《신의 물방울》(일본어: 神の雫)은 아기 타다시가 스토리를 쓰고 오키모토 슈가 그린 일본의 만화 작품이다.

## 개요
2004년에 《모닝》(코단샤)에서 연재를 개시. 단행본은 44권으로 완결되었다.
여러 테루아르, 환상의 양조법, 경이로운 빈티지 와인이 곁들인 본작은 종래의 와인 표현 방법에 따르지 않고, 와인 초심자에게도 알기 쉬운 독자적 표현이 받아들어져 인기작이 된다. 마구 고급 와인을 찬미하는 것이 아니라, 와인의 평가는 천(그 해의 천후) 지(포도밭의 테루아르) 인(생산자의 철학)을 중시해, 에피소드에 의해서는 만드는 사람의 생산 스타일이 주제가 될 정도. 대 가격 성능비로 뛰어난 와인도 다수 소개되어 있다(입수할 수 있는지는 별도로 하고). 골프보다 필수 사업 도구로서 일본 국외에서도 인기가 높고, 특히 한국에서는 200만 부의 매상을 올려, 한국 국내의 와인 붐을 일으켜, 2009년 가을 ~ 겨울에는 드라마화가 예정되어 있었다(후에 사정상 백지화). 또, 와인의 본고장인 프랑스에서도 〈프랑스인에게 있어서도 몰랐던 지식이 나오는 만화〉라고 절찬되어, 앙굴렘 국제 만화제 2009년 공식 셀렉션에도 선정되었다.
2009년 1월부터 3월까지, 닛폰 TV 《화요 드라마》 시간대에서 연속 드라마화되었다.
2009년 7월, 요리책의 아카데미상이라고 불리는 구르망 세계 요리책 대상의 최고 순위 상인 “전당”을 파리에서 수상했다.
2010년 1월, 프랑스의 와인 전문지 〈La Revue du Vin de France〉가 〈올해의 특별상〉(최고상)에 원작자·아기 타다시와 작화·오키모토 슈를 선출. 와인의 선전에 공헌했다고 평가되었다. 최고상에 일본인이 선택된 것은 처음이다.

## 줄거리
맥주 회사 영업 사원 칸자키 시즈쿠는 아버지의 부고를 받는다. 시즈쿠의 아버지는 세계적인 와인 평론가인 칸지키 유타카. 변호사에게 받은 유언장에는 유타카가 고른 〈12사도〉라 불리는 12병의 와인과 〈신의 물방울〉이라 불리는 1병의 와인을 찾는 사람에게 유산과 와인 컬렉션을 상속하겠다고 적혀 있었다. 시즈쿠는 와인 컬렉션을 상속 받기 위해 소믈리에 견습생 시노하라 미야비와 아버지가 고른 와인을 찾기 시작한다. 한편 유타카가 죽기 1주일 전에 양자로 입적한 와인 평론가 토미네 잇세도 와인 찾기에 뛰어든다.

## 등장인물
칸자키 시즈쿠
칸자키 유타카의 아들. 맥주 회사·태양 맥주의 사원. 잘생겼다.
시노하라 미야비
프랑스 요리점에서 일하는 소믈리에 견습생.
칸자키 유타카
시즈쿠의 아버지. 세계적인 와인 평론가.
토미네 잇세이
젊은 카리스마 와인 평론가.
크리스토퍼 왓킨스
미국인.
키류 료코
변호사.
후지에다 시로
와인 바의 오너 소믈리에. 미야비의 스승. 시즈쿠 등의 좋은 상담 상대.
미시마 소이치로
미야비가 근무하고 있던 레스토랑의 오너.
사이온지 마키
사이온지 코포레이션·SAION 트레이딩 사장.
도이 로베르
일본과 프랑스 혼혈.
세라
잇세이의 배 다른 동생으로, 잘 팔리는 모델. 일본과 프랑스 혼혈.
카와라게 시게루
와인 사업부의 부장.
혼마 쵸스케
와인 사업부의 일원.
키도 류스케
와인 사업부의 일원.
키르기스 로랑 (로랑 왓킨스)
제2의 사도 찾기 때, 잇세이가 타클라마칸 사막에서 만난 중국 신장 위구르 자치구 출신의 여성.
이시카와 준야
미야비의 중학교·고등학교 시절 친구. 켄야의 쌍둥이 형.
이시카와 켄야
미야비의 중학교·고등학교 시절 친구. 준야의 쌍둥이 동생.
타카스기 료
미야비의 중학 시절 동급생으로, 첫사랑 상대.
타나카 모에기
타카스기에게 호의를 갖고 있던 여성.
토미네 호노카
잇세이와 세라의 어머니.

## 서지 정보

### 단행본
일본
- 원작: 아기 타다시, 작화: 오키모토 슈 《신의 물방울》 코단샤〈모닝 KC〉 전 44권
  1. 2005년 3월 23일 발매, ISBN 4-06-372422-0
  2. 2005년 5월 23일 발매, ISBN 4-06-372435-2
  3. 2005년 8월 23일 발매, ISBN 4-06-372459-X
  4. 2005년 11월 22일 발매, ISBN 4-06-372477-8
  5. 2006년 1월 23일 발매, ISBN 4-06-372490-5
  6. 2006년 4월 21일 발매, ISBN 4-06-372510-3
  7. 2006년 7월 21일 발매, ISBN 4-06-372543-X
  8. 2006년 10월 23일 발매, ISBN 4-06-372556-1
  9. 2006년 11월 22일 발매, ISBN 4-06-372569-3
  10. 2007년 2월 23일 발매, ISBN 978-4-06-372578-0
  11. 2007년 5월 23일 발매, ISBN 978-4-06-372599-5
  12. 2007년 8월 23일 발매, ISBN 978-4-06-372622-0
  13. 2007년 11월 6일 발매, ISBN 978-4-06-372633-6 (오리지널 CD 첨부 한정반: ISBN 978-4-06-362097-9)
  14. 2007년 12월 6일 발매, ISBN 978-4-06-372651-0
  15. 2008년 2월 22일 발매, ISBN 978-4-06-372664-0
  16. 2008년 5월 22일 발매, ISBN 978-4-06-372686-2
  17. 2008년 8월 22일 발매, ISBN 978-4-06-372725-8
  18. 2008년 11월 21일 발매, ISBN 978-4-06-372751-7
  19. 2008년 12월 22일 발매, ISBN 978-4-06-372759-3
  20. 2009년 3월 23일 발매, ISBN 978-4-06-372779-1
  21. 2009년 8월 21일 발매, ISBN 978-4-06-372815-6
  22. 2009년 11월 13일 발매, ISBN 978-4-06-372838-5
  23. 2010년 1월 22일 발매, ISBN 978-4-06-372849-1
  24. 2010년 3월 23일 발매, ISBN 978-4-06-372879-8
  25. 2010년 8월 23일 발매, ISBN 978-4-06-372915-3
  26. 2010년 11월 5일 발매, ISBN 978-4-06-372938-2
  27. 2010년 12월 22일 발매, ISBN 978-4-06-372968-9
  28. 2011년 3월 23일 발매, ISBN 978-4-06-372988-7
  29. 2011년 6월 23일 발매, ISBN 978-4-06-387005-3
  30. 2011년 9월 23일 발매, ISBN 978-4-06-387045-9
  31. 2011년 11월 17일 발매, ISBN 978-4-06-387064-0
  32. 2012년 2월 23일 발매, ISBN 978-4-06-387084-8
  33. 2012년 5월 23일 발매, ISBN 978-4-06-387107-4
  34. 2012년 8월 23일 발매, ISBN 978-4-06-387134-0
  35. 2012년 11월 22일 발매, ISBN 978-4-06-387156-2
  36. 2013년 2월 22일 발매, ISBN 978-4-06-387188-3
  37. 2013년 4월 23일 발매, ISBN 978-4-06-387204-0
  38. 2013년 6월 21일 발매, ISBN 978-4-06-387221-7
  39. 2013년 9월 20일 발매, ISBN 978-4-06-387247-7
  40. 2013년 11월 22일 발매, ISBN 978-4-06-387268-2
  41. 2014년 2월 21일 발매, ISBN 978-4-06-387293-4
  42. 2014년 5월 23일 발매, ISBN 978-4-06-388322-0
  43. 2014년 6월 23일 발매, ISBN 978-4-06-388339-8
  44. 2014년 7월 23일 발매, ISBN 978-4-06-388349-7

대한민국
- 학산문화사 기간 43권 (2014년 9월 현재)
  1. 2005년 11월 25일 발매, ISBN 89-529-7717-3
  2. 2005년 12월 25일 발매, ISBN 89-529-7719-X
  3. 2006년 1월 25일 발매, ISBN 89-529-7840-4
  4. 2006년 2월 25일 발매, ISBN 89-529-7933-8
  5. 2006년 3월 25일 발매, ISBN 89-529-8143-X
  6. 2006년 6월 25일 발매, ISBN 89-529-8434-X
  7. 2006년 9월 25일 발매, ISBN 89-529-8773-X
  8. 2006년 11월 25일 발매, ISBN 89-529-9125-7
  9. 2006년 12월 25일 발매, ISBN 89-529-9186-9
  10. 2007년 3월 15일 발매, ISBN 89-529-9717-4
  11. 2007년 6월 25일 발매, ISBN 89-529-9921-5
  12. 2007년 9월 15일 발매, ISBN 89-258-0217-1
  13. 2007년 11월 25일 발매, ISBN 89-258-0497-2
  14. 2008년 1월 15일 발매, ISBN 978-89-258-8741-8
  15. 2008년 4월 25일 발매, ISBN 978-89-258-1057-7
  16. 2008년 6월 15일 발매, ISBN 978-89-258-1397-4
  17. 2008년 9월 30일 발매, ISBN 978-89-258-1893-1
  18. 2008년 12월 25일 발매, ISBN 978-89-258-2361-4
  19. 2009년 1월 15일 발매, ISBN 978-89-258-2517-5
  20. 2009년 4월 29일 발매, ISBN 978-89-258-3040-7
  21. 2009년 9월 30일 발매, ISBN 978-89-258-3794-9
  22. 2009년 12월 28일 발매, ISBN 978-89-258-3850-2
  23. 2010년 2월 26일 발매, ISBN 978-89-258-4504-3
  24. 2010년 5월 15일 발매, ISBN 978-89-258-4764-1
  25. 2010년 10월 15일 발매, ISBN 978-89-258-5513-4
  26. 2011년 2월 25일 발매, ISBN 978-89-258-6192-0
  27. 2011년 3월 21일 발매, ISBN 978-89-258-6193-7
  28. 2011년 6월 25일 발매, ISBN 978-89-258-6604-8
  29. 2011년 9월 25일 발매, ISBN 978-89-258-7044-1
  30. 2011년 11월 25일 발매, ISBN 978-89-258-7658-0
  31. 2012년 1월 25일 발매, ISBN 978-89-258-8177-5
  32. 2012년 5월 31일 발매, ISBN 978-89-258-8623-7
  33. 2012년 7월 25일 발매, ISBN 978-89-258-9266-5
  34. 2012년 10월 25일 발매, ISBN 978-89-258-9646-5
  35. 2013년 1월 25일 발매, ISBN 978-89-258-9867-4
  36. 2013년 3월 25일 발매, ISBN 978-89-6831-169-7
  37. 2013년 6월 25일 발매, ISBN 978-89-6831-598-5
  38. 2013년 8월 25일 발매, ISBN 978-89-6831-701-9
  39. 2013년 11월 25일 발매, ISBN 979-1-155-97025-6
  40. 2014년 1월 25일 발매, ISBN 979-1-155-97338-7
  41. 2014년 4월 25일 발매, ISBN 979-1-155-97520-6
  42. 2014년 8월 25일 발매, ISBN 979-1-155-97814-6
  43. 2014년 9월 25일 발매, ISBN 979-1-125-60093-0

### 관련 상품
- 《신의 물방울~와인과 음악의 마리아쥬~》 (이미지 앨범)
  - 2007년 11월 7일 발매, 상품의 세계관을 충실히 표현한 앨범. 원작자·아기 타다시의 감수에 의해, 클래식·재즈·민속 음악 등, 다양한 장르로부터 20곡이 선곡되었다.
  - 단행본 제13권에 CD 첨부 한정반이 발매되었다.
- 《신의 물방울 작자의 노믈리에 일기》 2009년 1월 23일 발매, ISBN 978-4-06-364754-9
- 《카메나시 카즈야 주연 〈신의 물방울〉 Photo Book》 2009년 3월 3일 발매, ISBN 978-4-06-379335-2

## 텔레비전 드라마
2009년 1월 13일부터 3월 10일까지 매주 화요일 22시 00분부터 22시 54분(JST)에 닛폰 TV에서 방송되었다. 하이비전 제작.
캐치프레이즈는, 〈신은, 인류에게 상상력과 와인을 주었다.〉.

### 캐스트
- 칸자키 시즈쿠 - 카메나시 카즈야 (어린 시절:혼다 카이세이)
- 토오미네 잇세이 - 타나베 세이치
- 시노하라 미야비 - 나카 리이사
- 사이온지 마키 - 우치다 유키
- 키류 료코 - 토다 나호
- 카와라게 - 마스 타케시
- 혼마 쵸스케 - 타구치 히로마사
- 세라 - 사사키 노조미
- 키도 류스케 - 히라카타 겡키
- 미나모토 사오리 - 하기 미카
- 후지에다 시로 - 타츠미 타쿠로
- 도이 로베르 - 타케나카 나오토
- 칸자키 유타카 - 후루야 잇코
- 집사·요시다 - 노무라 신지

#### 게스트
- 제1화
  - 와타누카 스즈카 - 모토카리야 유이카
  - 와타누카 - 마스오카 토오루
  - 토비타 - 사사노 타카시
  - 히라누마 노리히사
- 제2화
  - 미즈사와 카오리 - 카토 아이
  - 미야케 히로키
- 제3화
  - 타카스기 신이치 - 마츠다 사토시
- 제5화
  - 마츠다 사키
- 제6화
  - 키타미 토시유키
- 제7화
  - 사토이 켄타
  - 덴덴
  - 야마시타 히로코
  - 스나가 케이
  - 시마즈 켄타로

### 스태프
- 원작 - 아기 타다시
- 각본 - 와타나베 유스케
- 음악 - 후쿠시마 유코, 나카지마 야스오
- 주제가 - KAT-TUN 〈ONE DROP〉 (J-One Records)
- 원안 협력 - 마츠시타 료, 키도 유스케, 야마타니 나쿠루 (코단샤 《주간 모닝》 편집부)
- 기술 협력 - NiTRo
- 미술 협력 - 닛테레 아트
- 프로듀스 - 쿠와바라 죠야 (닛폰 TV), 아키모토 타카유키 (AVEC COMPANY)
- 연출 - 나카지마 사토루, 이시오 준
- 제작 프로덕션 - AVEC COMPANY
- 제작 저작 - 닛폰 TV

### 방송 일자
| 각 화                                           | 방송일          | 부제                          | 원작                           | 연출            | 시청률 |
| ----------------------------------------------- | --------------- | ----------------------------- | ------------------------------ | --------------- | ------ |
| 제1화                                           | 2009년 1월 13일 | 유산 대결 궁극의 맛           | 1권 ~ 3권                      | 나카지마 사토루 | 10.3%  |
| 제2화                                           | 2009년 1월 20일 | 제1의 사도 등장!              | 4권 ~ 6권 (제1의 사도)         | 나카지마 사토루 | 7.3%   |
| 제3화                                           | 2009년 1월 27일 | 아버지가 가르쳐준 단란의 맛   | 6권·7권·10권·11권 (제3의 사도) | 나카지마 사토루 | 6.2%   |
| 제4화                                           | 2009년 2월 3일  | 결국 비극의 막이 열리다       | 4권·7권·8권·11권 (제2의 사도)  | 나카지마 사토루 | 5.0%   |
| 제5화                                           | 2009년 2월 10일 | 밝혀진 출생의 비밀            | 7권·8권·11권 (제2의 사도)      | 이시오 준       | 6.0%   |
| 제6화                                           | 2009년 2월 17일 | 눈 위의 남동생과 침묵의 형    | 16권 ~ 18권 (제5의 사도)       | 나카지마 사토루 | 4.9%   |
| 제7화                                           | 2009년 2월 24일 | 감춰진 유언장의 수수께끼      | 단행본 미수록 (제6의 사도)     | 이시오 준       | 4.7%   |
| 제8화                                           | 2009년 3월 3일  | 첫사랑의 시에 숨겨진 수수께끼 | 13권 ~ 15권 (제4의 사도)       | 나카지마 사토루 | 4.9%   |
| 제9화 (최종회)                                  | 2009년 3월 10일 | 결착! 아버지로부터 아이에     | 드라마 오리지널                | 나카지마 사토루 | 5.4%   |
| 평균 시청률 6.2% (비디오 리서치 조사·칸토 지구) |                 |                               |                                |                 |        |

| 닛폰 TV 화요 드라마                     | 닛폰 TV 화요 드라마                 | 닛폰 TV 화요 드라마 |
| 이전 작품                               | 작품명                              | 다음 작품           |
| --------------------------------------- | ----------------------------------- | ------------------- |
| 오! 마이 걸!! (2008.10.14 ~ 2008.12.09) | 신의 물방울 (2009.1.13 ~ 2009.3.10) | 드라마 시간대 폐지  |